# Mnet Asian Music Awards
Mnet Asian Music Awards – ceremonia wręczania nagród muzycznych w Korei Południowej, organizowana corocznie przez firmę rozrywkową CJ ENM, honorujące osiągnięcia w przemyśle muzycznym artystów z Azji.
Pierwsze nagrody Mnet Asian Music Awards zostały rozdane w 1999 roku i wyemitowane na kanale Mnet.